# Ferdinando d’Adda
Ferdinando d’Adda (ur. 17 albo 27 sierpnia albo 1 września 1650 w Mediolanie, zm. 27 stycznia 1719 w Rzymie) – włoski kardynał.

## Życiorys
Urodził się 17 albo 27 sierpnia albo 1 września 1650 roku w Mediolanie, jako syn Costanza d'Addy i Anny Cusani. Studiował prawo na Uniwersytecie Bolońskim i Uniwersytecie Pawijskim. Po przyjęciu święceń kapłańskich został audytorem Roty Rzymskiej i referendarzem Najwyższego Trybunału Sygnatury Apostolskiej. 3 marca 1687 roku został wybrany tytularnym arcybiskupem Amasyi, a 1 maja przyjął sakrę. W tym samym roku został mianowany nuncjuszem w Anglii. W czasie pobytu w Londynie, Innocenty XI zwrócił się do niego z prośbą o nakłonienie Jakuba II by wstawił się u Ludwika XIV na rzecz uciskanych protestantów we Francji. W 1689 roku został asystentem Tronu Papieskiego. 13 lutego 1690 roku został kreowany kardynałem prezbiterem i otrzymał kościół tytularny San Clemente. W latach 90. pełnił funkcję legata w Ferrarze i Bolonii. W 1714 roku został prefektem Kongregacji ds. Obrzędów i proprefektem Kongregacji ds. Biskupów i Zakonników. 21 stycznia 1715 roku został podniesiony do rangi kardynała biskupa i nadano mu diecezję suburbikarną Albano. Zmarł 27 stycznia 1719 w Rzymie.